# Live from Toronto
Live from Toronto is het live-album van het laatste concert van de It's Hard-tour van de Britse rockband The Who. Het concert vond plaats in de Maple Leaf Gardens in Toronto op 17 december 1982. Het album mist de drie nummers Behind Blue Eyes, Doctor Jimmy en Cry If You Want, die wel op het originele concert gespeeld werden. In de originele volgorde komt Who Are You vóór Pinball Wizard en Love Ain't for Keeping ná See Me, Feel Me.

## Nummers

### Disc 1
1. My Generation
2. I Can't Explain
3. Dangerous
4. Sister Disco
5. The Quiet One
6. It's Hard
7. Eminence Front
8. Baba O'Riley
9. Boris the Spider
10. Drowned
11. Love Ain't for Keeping

### Disc 2
1. Pinball Wizard
2. See Me, Feel Me
3. Who Are You
4. 5:15
5. Love Reign O'er Me
6. Long Live Rock
7. Won't Get Fooled Again
8. Naked Eye
9. Squeeze Box
10. Young Man Blues
11. Twist and Shout

## De Band
- Roger Daltrey: zang, mondharmonica, gitaar
- Pete Townshend: zang, gitaar
- John Entwistle: zang, basgitaar
- Kenney Jones: drums
- Tim Gorman: piano, keyboards